# Ен Тинг
Ен Грисволд Тинг (енгл. Anne Griswold Tyng; Ђангси, 14. јул 1920 — 27. децембар 2011) је била архитекта и професор. Најпознатија је по томе што је 29 година сарађивала са Луисом И. Каном на његовој пракси у Филаделфији. Пуних 27 година била је професор на Универзитету у Пенсилванији, предајући часове морфологије. Била је сарадник Америчког института за архитекте и академик Националне академије за дизајн. Она је прва жена која је лиценцирана за архитекту у Пенсилванији.

## Младост
Њени родитељи, Етел Аткинсон (рођена Аренс) и Валворт Тинг, су потицали из старих породица из Нове Енглеске. Живели су као епископални мисионари у Кини када се 1920. Ен родила у Лушану, Ђангси провинцији.

## Образовање
Тинг је дипломирала на Радклиф колеџу 1942. године. Касније је студирала код Валтер Гропиујса и Марсел Бројера у архитектонској школи на Харвардском универзитету. 1944. била је међу првим женама које су дипломирале на Харварду. Тинг је била једина жена која се пријавила за испит за лиценцу 1949. године. За време испита, један од мушких прокуратора јој је окренуо леђа и одбијао је да сарађује.
Добила је свој докторат на универзитету у Пенсилванији 1975. године. Њена дисертација се зове "Истовременост, случајност и правилност: Фибоначи-божанска пропорција као универзални принцип формирања". Њени прикупљени радови се чувају у архитектонским архивима универзитета.

## Дела
Тинг је била теоретичарка позната по својој страсти према математици и по свом пионирском раду у архитектури просторног оквира, у којој се међусобно повезани геометријски обрасци користе за стварање простора испуњених светлошћу. Била је посебно заинтересована за правилне полиедре и за Карл Јунга.Њен докторат под називом „Истовременост, случајност и правилност“, бавио се хијерархијском симетријом и органском формом. Приликом дизајнирања једног додатка на сеоској кући њене родбине у Мериленду, први пут су искоришћене троугласте тродимензионалне решетке како би се реновирала једна стара, традиционална кућа.
1945. Тинг се преселила у Филаделфију и запослила се у архитектонском студиу Луиса Кана, који се звао "Стоноров и Кан". Њена заинтересованост за комплексне геометријске облике је имала велики утицај на неколицину пројеката, који се може видети у пет коцки које чине Трентон купатило и на троугластом плафону у Јејловој уметничкој галерији. Тинг је такође рекла да је концепт чувеног Кановог дизајна "Градска кула" у великој мери био њен изум, али када је модел представљен на једној изложби у Музеју модерне уметности, Кан је њено име најпре био изоставио. Њих двоје су такође радили на Ешерик студиу и на Брин Мавревој Ердман хали.
Тинг је рано у животу показала одличан смисао за математику и дизајн. Њен изум Тинг играчка, који је дизајнирала када је имала 27 година, жпоказао је њено владање формом. Конструисана за децу, Тинг играчка је омогућавала да се мали број комада шперплоче комбинује у широку палету играчака и комада намештаја, у распону од столице до коња за љуљање.
После деветогодишње везе са Каном, затруднела је и због потенцијалног скандала одбила Фулбрајтову стипендију и отпутовала у Рим у јесен 1953. Њихова ћерка, Александра Тинг, рођена је тамо. Током боравка у Италији,
Тинг је студирала код грађевинског инжењера и архитекте, Пјер Луиђи Нерве и једном недељно писала Кану. Након конфликта, Тинг је 1964. напустила фирму.
Тинг је дизајнирала кућу са четири плаката у Мејну. Користећи балване и кедар шејкове, трудила се да кућа изгледа као изданак свог природног окружења. Кућа је такође била инспирисана концептом кревета са балдахином, са четири централна стуба, сваки направљен од скупа од по четири стабла дрвета. Цео горњи спрат заузима главна спаваћа соба.
Њен стил се може препознати у одређеним деловима њене некадашње куће у Филаделфијском Фитлер Скверу, познате под називом Тинг кућа. На трећем спрату она има пирамидалан дрвено-уоквирен плафон, а степенице су сачињене од истих металних плоча које је искористила приликом пројектовања Јејлове уметничке галерије.
1989. године Тинг је објавила есеј „Од музе до хероине, ка видљивом креативном идентитету“, који се бавио развојем креативних улога жена у архитектури. У њему је написала, "Кораке од музе ка хероини успе да пређе њих веома мало. Већина жена које се школују за архитекте се удају за архитекте. Пошто више нису жене иза мушкарца, жена архитекта у партнерству са својим мужем може бити једва уочљива поред (или мало иза) њега, хероја." Даље напомиње, "највећи изазов за жену у архитектури данас јесте развијање психе како би њен креативни потенцијал дошао до изражаја."
Институт за модерну уметност у Филаделфији је одржао ретроспективну изложбу њених радова 2010. године.

## Документарац о Луису Кану
Њен утицај на Канова дела је препознат врло касно у њеном животу. Тинг је у многим изворима именована за Канову партнерку и музу. Стара 82 године, Ен Тинг се појавила у документарном филму Натанела Кана о свом оцу „Мој архитекта”, говорећи своја мишљења о Кановом раду и о њеном искуству са њим.
Током снимања, Тинг се први пут од његовог завршетка вратила у Трентон купатило, зграду на којој су Кан и она први пут радили, нашавши је запуштену и у рушевинама. Филм је привукао пажњу на ову зграду и 2009. године она је реновирана.